# Jupiter Icy Moons Explorer
JUpiter ICy Moons Explorer (JUICE) este o navă spațială interplanetară care a fost lansată la 14 aprilie 2023 de către Agenția Spațială Europeană (ESA), cu Airbus Defense and Space ca principal contractant. Misiunea va studia trei dintre lunile galileene ale lui Jupiter:  Ganymede, Callisto și Europa (cu excepția lui Io care este mai activ vulcanic), despre toate acestea considerându-se că au corpuri semnificative de apă lichidă sub suprafețele lor, ceea ce le face medii potențial locuibile.
Nava spațială s-a lansat la 14 aprilie 2023 la ora 12:14:36 UTC și va ajunge la Jupiter în iulie 2031, după patru asistențe gravitaționale și opt ani de călătorie. În decembrie 2034, nava spațială va intra pe orbită în jurul lui Ganymede pentru misiunea sa științifică, devenind prima navă spațială care va orbita un alt satelit decât satelitul Pământului. Selecția acestei misiuni pentru slotul de lansare L1 al programului științific Cosmic Vision al ESA a fost anunțată la 2 mai 2012. Perioada de operare a acesteia se va suprapune cu misiunea Europa Clipper a NASA, care va fi lansată în 2024.

## Obiective științifice
Orbitatorul Jupiter Ions Moons Explorer va efectua investigații detaliate despre Ganymede și va evalua potențialul său de a susține viața. Investigațiile lunilor Europa și Callisto vor completa o imagine comparativă a acestor luni galileene. Se crede că cele trei luni adăpostesc oceane de apă lichidă internă și sunt esențiale pentru înțelegerea locuinței lumilor înghețate.
Principalele obiective științifice pentru Ganymede, și într-o măsură mai mică pentru Callisto, sunt:
- Caracterizarea straturilor oceanice și detectarea presupuselor rezervoare de apă subterane.
- Cartografierea topografică, geologică și compozițională a suprafeței.
- Studiul proprietăților fizice ale crustelor înghețate.
- Caracterizarea distribuției interne a masei, dinamica și evoluția interiorului lunii.
- Cercetarea atmosferei rarefiate a lui Ganymede.
- Studiul câmpului magnetic intrinsec al lui Ganymede și al interacțiunilor sale cu magnetosfera joviană.

Pentru Europa, accentul este pus pe chimia esențială vieții, inclusiv moleculele organice și pe înțelegerea formării caracteristicilor suprafeței și compoziției materialului. Mai mult, JUICE va oferi prima sondare subterană a satelitului, inclusiv prima determinare a grosimii minime a scoarței glaciare pe regiunile cele mai active recent.
Se vor efectua, de asemenea, observații spațiale mai îndepărtate pentru mai mulți sateliți neregulați minori și pentru luna activă vulcanic Io.

## Caracteristici tehnice
Principalele impedimente ale proiectării navei spațiale sunt legate de distanța mai mare față de Soare, utilizarea energiei solare și mediul dur de radiații al lui Jupiter. Inserțiile pe orbită către Jupiter și Ganymede și numărul mare de manevre de survol (mai mult de 25 de asistențe gravitaționale și două survoluri ale Europa) necesită ca nava spațială să transporte aproximativ 3.000 kg de combustibil chimic.
Asistența gravitațională include:
- Transferul interplanetar (Pământ, Venus, Pământ, Marte, Pământ)
- Introducerea pe orbita lui Jupiter și reducerea apocentului cu mai multe asistențe gravitaționale de la Ganymede
- Reducerea vitezei cu asistență Ganymede-Callisto
- Creșterea înclinației cu 10–12 cu asistență gravitațională de la Callisto

## Instrumente științifice
La 21 februarie 2013, în urma unui concurs, ESA a selectat 11 instrumente științifice, care sunt dezvoltate de echipe de știință și inginerie din toată Europa, cu participarea SUA.

Japonia va contribui, de asemenea, cu mai multe componente pentru instrumentele SWI, RPWI, GALA, PEP, JANUS și J-MAG și va facilita testarea.
- JANUS (Jovis, Amorum ac Natorum Undique Scrutator), un sistem de camere optice
- MAJIS (Moons and Jupiter Imaging Spectrometer), un spectrograf cu imagini vizibile și în infraroșu care operează de la 400 nm la 5,70 µm, cu rezoluție spectrală de 3–7 nm, care va observa caracteristicile norilor troposferici de pe Jupiter și va investiga compoziția gheții și a mineralelor de pe suprafețele lunilor înghețate. Rezoluția spațială va scădea la 75 m pe Ganimede și la aproximativ 100 km pe Jupiter.
- UVS (UV Imaging Spectrograph), un spectrograf de imagistică care funcționează în intervalul de lungimi de undă 55-210 nm cu rezoluție spectrală de <0,6 nm care va caracteriza exosferele și aurorele lunilor înghețate și va studia atmosfera superioară și aurorele joviene. Rezoluție de până la 500 m observând Ganymede și până la 250 km observând Jupiter.
- SWI (Sub-millimeter Wave Instrument), un spectrometru care folosește o antenă de 30 cm și care funcționează la 1080–1275 GHz și 530–601 GHz cu o putere de rezoluție spectrală de ~107, care va studia stratosfera și troposfera lui Jupiter, precum și exosferele și suprafețele lunilor înghețate.
- GALA (Ganymede Laser Altimeter), un altimetru laser cu o dimensiune a punctului de 20 m și o rezoluție verticală de 10 cm la 200 km destinat studierii topografiei lunilor înghețate și a deformărilor de maree ale lui Ganimede.
- RIME (Radar for Icy Moons Exploration), un radar care pătrunde gheața, care funcționează la o frecvență de 9 MHz (lățime de bandă de 1 și 3 MHz); va fi folosit pentru a studia structura subterană a lunilor joviane până la 9 km adâncime cu rezoluție verticală de până la 30 m în gheață.
- J-MAG (JUICE-Magnetometer), va studia oceanele subterane ale lunilor înghețate și interacțiunea câmpului magnetic jovian cu câmpul magnetic al lui Ganymede folosind un magnetometru sensibil.
- PEP (Particle Environment Package), o suită de șase senzori pentru a studia magnetosfera lui Jupiter și interacțiunile sale cu lunile joviane. PEP va măsura ionii pozitivi și negativi, electronii, gazul neutru exosferic, plasma termică și atomii neutri energetici prezenți în toate domeniile sistemului Jupiter de la 1 meV la 1 MeV de energie.
- RPWI (Radio and Plasma Wave Investigation), va caracteriza mediul cu plasmă și emisiile radio din jurul navei spațiale, acesta este compus din patru experimente: GANDALF, MIME, FRODO și JENRAGE. RPWI va folosi patru sonde Langmuir, fiecare montată la capătul propriului braț dedicat și sensibile până la 1,6 MHz pentru a caracteriza plasma și receptoarele în intervalul de frecvență de la 80 kHz la 45 MHz pentru a măsura emisiile radio.
- 3GM (Gravity and Geophysics of Jupiter and Galilean Moons), este un pachet științific radio care cuprinde un transponder Ka și un oscilator ultrastabil.[19] 3GM va fi folosit pentru a studia câmpul gravitațional – până la gradul 10 – la Ganymede și extinderea oceanelor interne pe lunile înghețate și pentru a cerceta structura atmosferelor neutre și a ionosferelor lui Jupiter (0,1 – 800 mbar) și a lunilor sale.
- PRIDE (Planetary Radio Interferometer and Doppler Experiment), experimentul va genera semnale specifice transmise de antena lui JUICE și primite prin interferometrie  pentru a efectua măsurători de precizie ale câmpurilor gravitaționale ale lui Jupiter și ale lunilor sale înghețate.

## Obiective
Nava va întâlni două planete și Luna înainte de a ajunge la Jupiter.

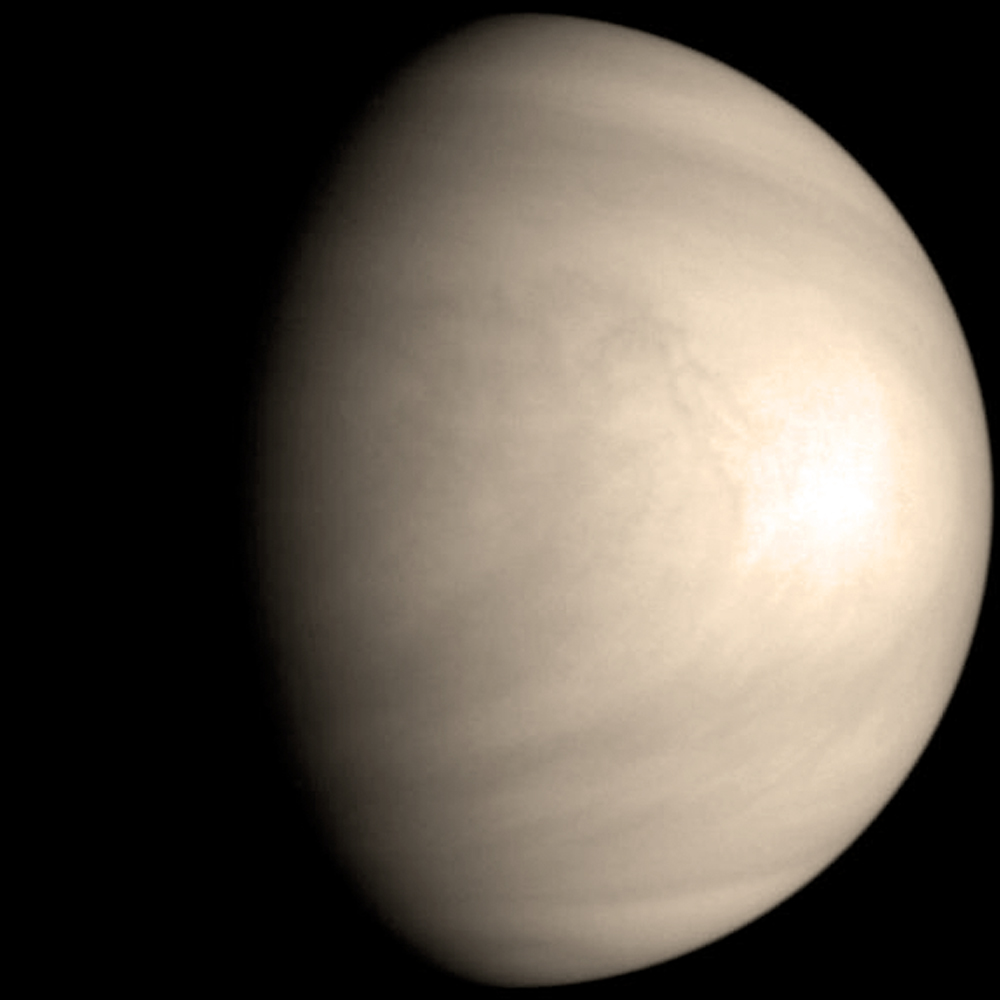
Venus (un survol în drum)
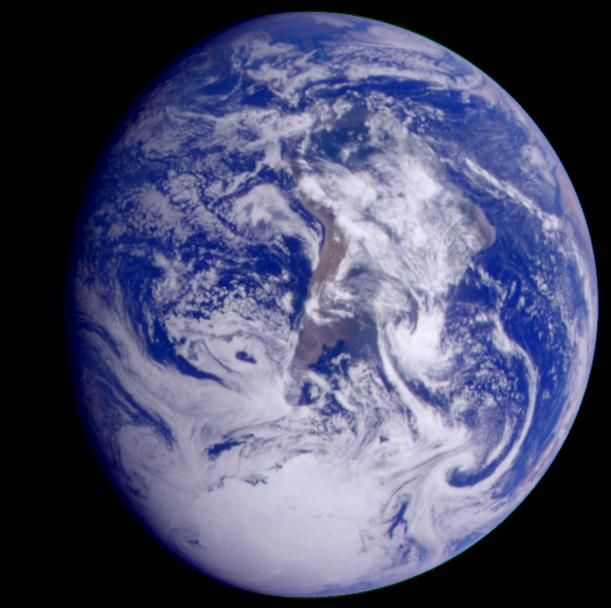
Pământ (3 survoluri în drum)
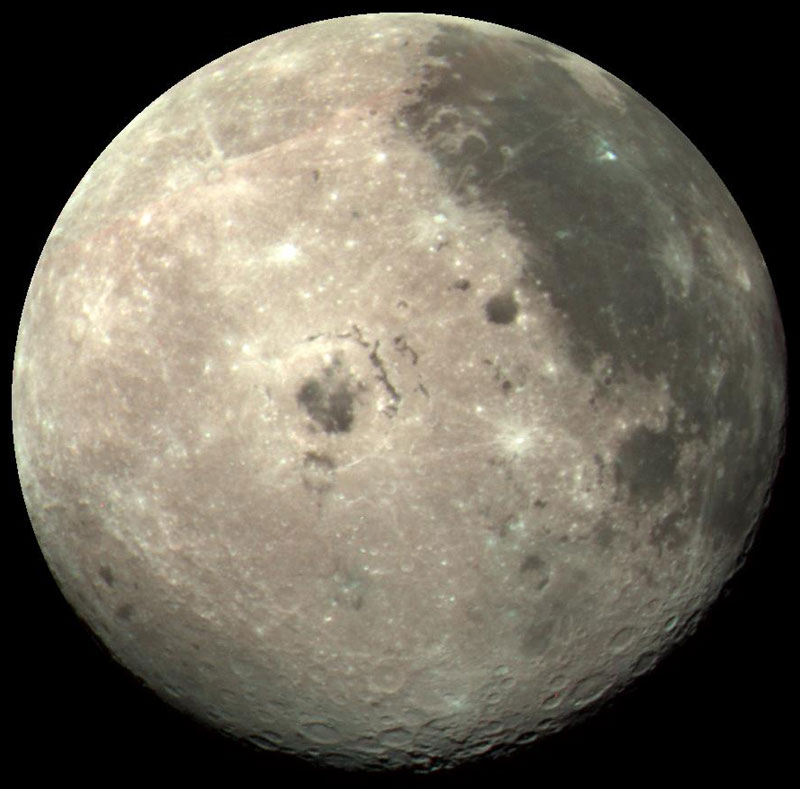
Luna (un survol în drum)
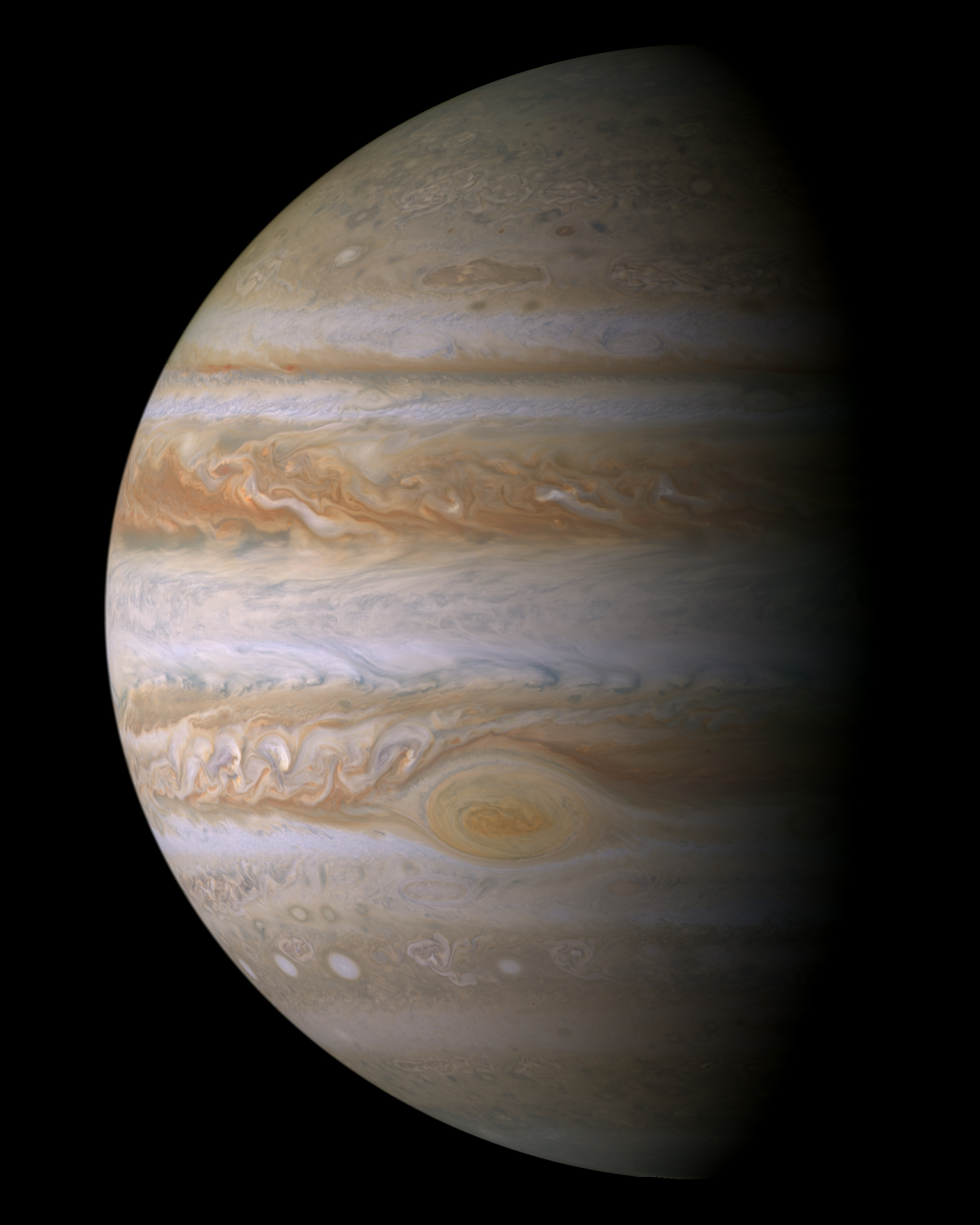
Jupiter
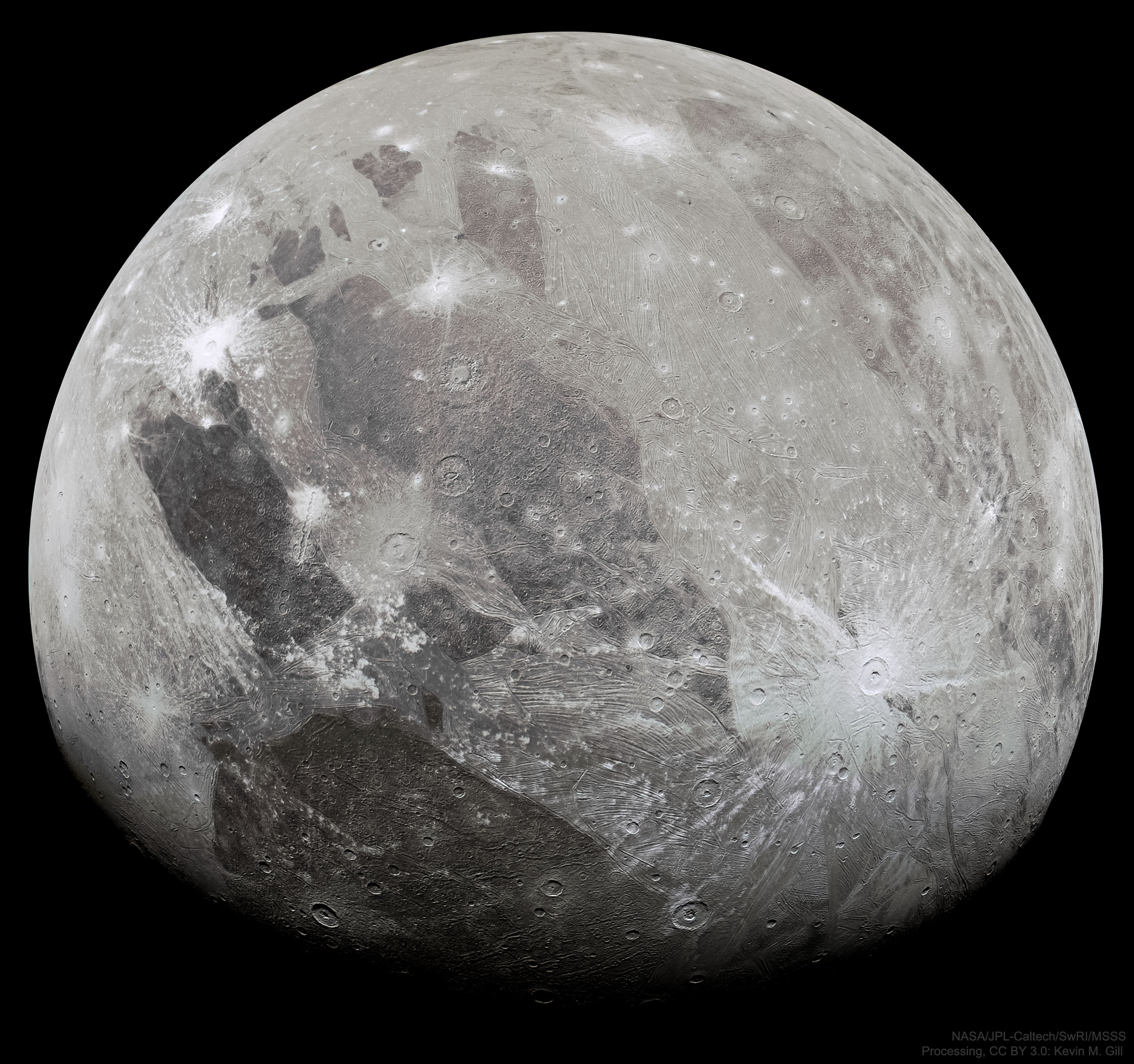
Ganymede (12 survoluri + orbită)
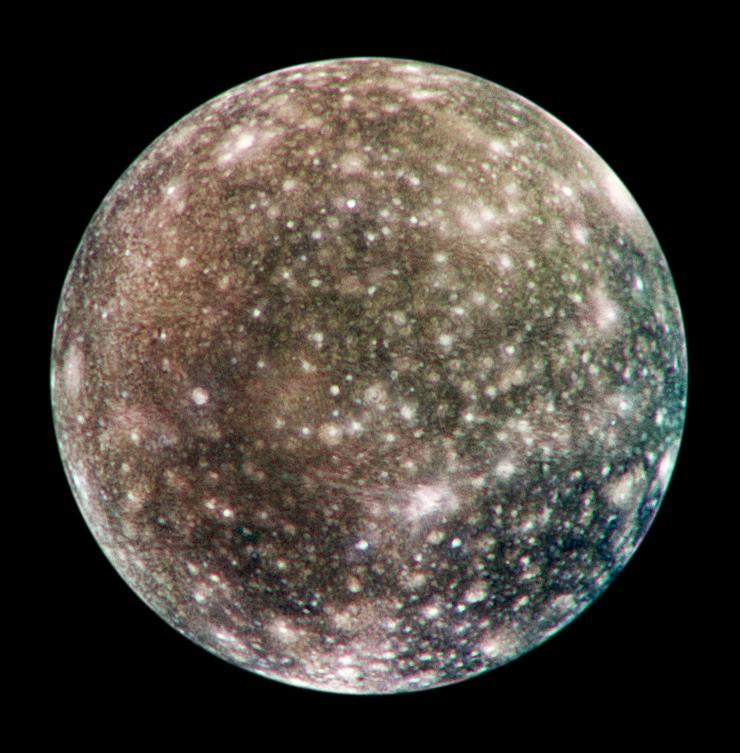
Callisto (21 survoluri)
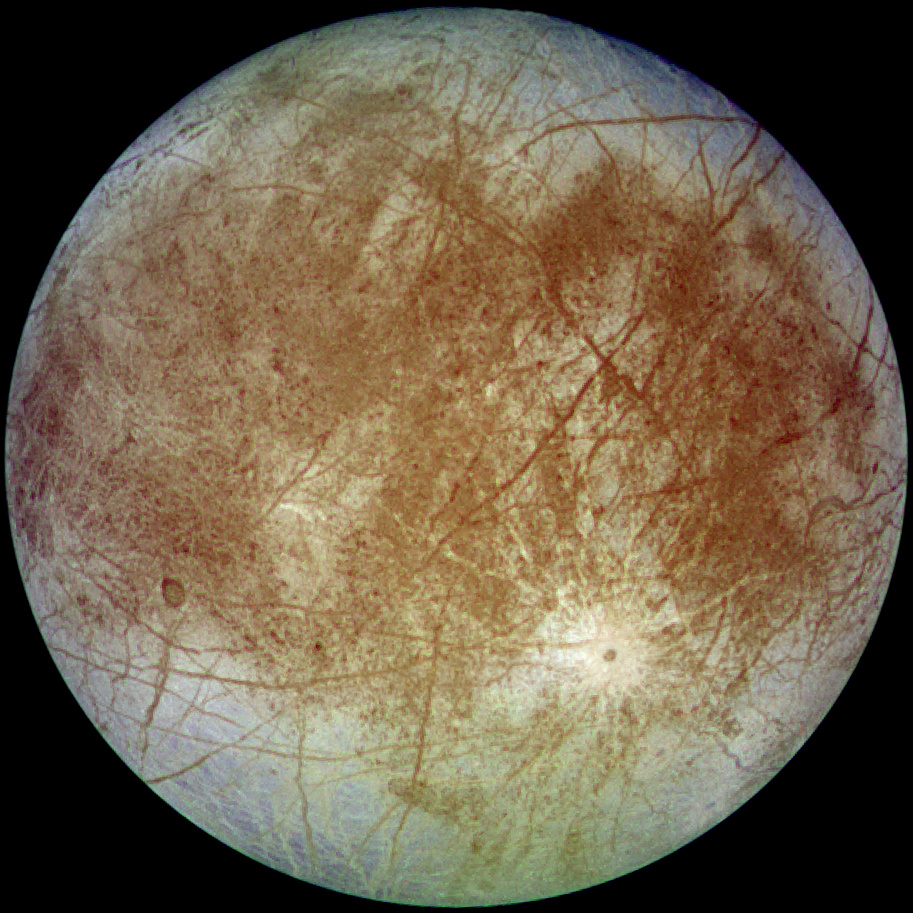
Europa (2 survoluri)